# Alahor in Granata
Représentations notables
- Naples, Teatro San Carlo, 1826
- Palerme, 1830 (partition révisée par Andrea Monteleone)

Personnages
- Zobeida (soprano)
- Alahor (baryton)
- Muley-Hassem (contralto)
- Sulima (mezzo-soprano)
- Alamor (ténor)
- Ismaele (ténor)

Airs
- « Ombra del padre mio » (Alahor) (Acte I, Scène 1)
- « Ah ! ti sento, mio povero cor » (Zobeida) (Acte I, Scène 3)
- « De' miei splendori antichi » (Alahor, Zobeida) (Acte I, Scène 9)
- « A te d'innante mira » (Hassem, Alahor) (Acte II, Scène 9)
- « Confusa è l'alma mia » (Zobeida) (Acte II, Scène 12)

Alahor in Granata est un opera seria (dramma per musica) en 2 actes, musique de Gaetano Donizetti, créé au Teatro Carolino de Palerme le 7 janvier 1826.

## Histoire
En avril 1825, Donizetti dut accepter le poste de directeur musical du Teatro Carolino de Palerme. En effet, la mort de Ferdinand Ier des Deux-Siciles le 4 janvier avait entraîné la fermeture de tous les théâtres de Naples en signe de deuil. Ceux de Rome étaient également fermés en raison de l'Année sainte et le succès mitigé remporté à Milan avec Chiara e Serafina en 1822 ne permettait de rien espérer de ce côté-là. Le compositeur accepta donc sans enthousiasme le poste qui lui était offert dans la capitale de la Sicile. Il s'agissait d'assurer la direction musicale de la saison 1825-1826 avec le titre officiel de « maître de chapelle, directeur de la musique et compositeur de nouveaux opéras » aux appointements de 45 ducats par mois. « Salle prestigieuse inaugurée en 1809, le Teatro Carolino – ainsi nommé en l'honneur de la reine Marie-Caroline – était devenu quinze années plus tard une institution à la dérive principalement à cause de l'incompétence de son imprésario. »
Donizetti arriva à Palerme le 6 avril 1825, mais la troupe de chanteurs, qui comprenait la soprano Elisabetta Ferron, le ténor Berardo Calvari Winter et le baryton Antonio Tamburini, fut lente à se constituer si bien que le début de la saison dut être repoussé du 21 avril au 4 mai. Le soir de l'ouverture, l'orchestre joua de manière si calamiteuse que Donizetti, qui était responsable de la préparation musicale des spectacles, fut convoqué devant le duc de Serradifalco, Surintendant des Spectacles publics, à la suite de quoi trois musiciens de l'orchestre furent renvoyés et il fut décidé de modifier le capot de la boîte du souffleur qui empêchait les chanteurs de bien voir le chef d'orchestre. L'arrivée de la prima donna Ferron, qui se remettait difficilement de la naissance d'un fils, fut particulièrement tardive si bien qu'on dut représenter sans elle L'italiana in Algeri et Il barbiere di Siviglia de Rossini. Tamburini fut le seul chanteur à trouver grâce aux yeux du public palermitain. Ferron finit par arriver et chanta dans Il trionfo della musica de Simon Mayr sans susciter d'enthousiasme particulier. L’impresario Morabito fut arrêté vers la fin du mois d'août à la suite d'une plainte et passa un jour en prison. La deuxième basse, Antonio de Rosa, avec qui Donizetti perdit patience lors d'une répétition, fit un scandale et refusa de s'excuser après avoir insulté le compositeur ce qui lui valut de passer lui aussi un jour en prison.
C'est dans ce contexte, rendu plus chaotique encore par le manque permanent de fonds, que Donizetti commença vers la mi-décembre les répétitions du nouvel opéra qu'il s'était engagé à composer pour le Teatro Carolino. La situation de tension permanente mettait à rude épreuve les nerfs du compositeur qui se plaignit dans une lettre à son maître Simon Mayr du 21 décembre 1825. Repoussée en raison d'une indisposition d'Elisabetta Ferron, la première d’Alahor in Granata eut finalement lieu le 7 janvier 1826.
Le critique de La Cerere note que l'indifférence du public palermitain cette saison fut mise en échec car le mérite véritable du nouvel ouvrage ne pouvait pas ne pas être applaudi ; selon lui, Donizetti « avait eu la prudence de tenir le milieu entre la beauté de la vieille école et l'énergie de la nouvelle ». Les représentations s'interrompirent le 25 janvier en raison du départ d'Elisabetta Ferron le lendemain. Donizetti lui-même quitta Palerme le 14 février alors même que la saison ne s'acheva que le 18, le pape ayant décidé de prolonger le Jubilé de 1825 jusqu'au Carême de 1826. 
L'ouvrage fut repris six mois plus tard au Teatro San Carlo de Naples avec une distribution prestigieuse réunissant Henriette Méric-Lalande et Luigi Lablache. La première avait été prévue le 21 juin, mais les répétitions durent être suspendues dans l'attente de l'arrivée du ténor Berardo Calvari Winter, qui se trouvait à Milan et devait rejoindre Naples pour y faire ses débuts dans le rôle d'Alamor qu'il avait créé à Palerme. La production napolitaine vint finalement à la scène le 19 juillet, peu après la création d’Elvida, et cette succession d'ouvrages à sujet mauresque peut contribuer à expliquer son peu de succès. Une autre reprise eut lieu à Palerme en 1830 après quoi l'opéra disparut de la scène pendant un siècle et demi. Il ne fut repris qu'en 1998 à Séville.
La partition d’Alahor in Granata fut longtemps tenue pour perdue jusqu'à ce qu'une copie de la version révisée par le compositeur Andrea Monteleone pour la reprise de 1830 soit découverte  en 1970 à Boston dans le grenier du Symphony Hall. Plus récemment, le manuscrit autographe a été retrouvé à Palerme.
Le livret est uniquement signé des initiales non identifiées à ce jour « M.A. ». C'est une adaptation du livret de Felice Romani pour L'esule di Granata de Giacomo Meyerbeer, créé le 12 mars 1822 à la Scala de Milan, qui était lui-même une transposition de celui d'Étienne de Jouy pour Les Abencérages, ou L'Étendard de Grenade (1813) de Luigi Cherubini. C'est l'un des nombreux livrets qui dérivent du roman poétique de Jean-Pierre Claris de Florian Gonzalve de Cordoue, ou Grenade reconquise (1791), tout comme d'ailleurs Zoraida di Granata de Donizetti, celui-ci via le livret de Luigi Romanelli pour Abenamet e Zoraide (Milan, 1805) de Giuseppe Nicolini.

## Distribution
| Rôle                                                                                         | Type de voix  | Interprètes lors de la première le 7 janvier 1826 |
| -------------------------------------------------------------------------------------------- | ------------- | ------------------------------------------------- |
| Zobeida, figlia di Mohamed, sorella d'Alahor Zobaïde, fille de Mohamed, sœur d'Alahor        | soprano       | Elisabetta Ferron                                 |
| Alahor, figlio di Mohamed Alahor, fils de Mohamed                                            | baryton       | Antonio Tamburini                                 |
| Muley-Hassem, re di Granata Muley-Hassem, roi de Grenade                                     | contralto     | Marietta Gioia-Tamburini                          |
| Sulima, schiava favorita di Zobeida Zulma, esclave préférée de Zobaïde                       | mezzo-soprano | Carlotta Tomasetti                                |
| Alamor, capo della tribù zegra Alamor, chef de la tribu des Zégris                           | ténor         | Berardo Calvari Winter                            |
| Ismaele, finto confidente d'Alamar Ismael, confident prétendu d'Alamar                       | ténor         | Salvatore Patti                                   |
| Coro di Zegris. Abeneeraghi. Soldati, popolo. Chœur de Zégris. Abencérages. Soldats, peuple. |               |                                                   |

## Argument
L'action se déroule à Grenade.

### Acte I
Ali, chef de la tribu des Zégris, a massacré toute la famille du chef de la faction rivale des Abencérages, à l'exception d'Alahor et de Zobeida. Alahor s'est enfui en exil mais Zobeida est restée car elle est éprise du roi de Grenade (air : Ah ! ti sento, mio povero cor), Muley-Hassem qui a succédé à son frère Ali à la mort de celui-ci. 
Hassem revient à Grenade, fier de ses succès (air : Ah ! si tanti affani) mais la paix honorable qu'il a conclue avec l'ennemi espagnol semble un acte de trahison aux Zégris. Leur chef, Alamor, furieux qu'Hassem ait refusé la main de sa fille, conspire pour renverser Hassem (air : Taci ancor). Il affronte le roi et, éconduit une nouvelle fois par celui-ci, jure vengeance (duo : Perfido, io no).
Revenant sous couvert d'un déguisement pour venger le meurtre de son père (air : Ombra del padre mio), Alahor s'introduit dans le palais et fait des reproches à Zobeida (duo : De' miei splendori antichi). 
Lors d'une cérémonie officielle où Hassem annonce leurs noces prochaines, Zobeida se sent obligée de repousser sa man.

### Acte II
Hassem tente d'obtenir de Zobeida l'explication de sa conduite (duo : Ah ! che per tanto adoro). Celle-ci lui avoue qu'Alahor est son frère.
Pendant ce temps-là, Alahor rejoint la conjuration et se porte volontaire pour tuer Hassem (Hassem cadrà fra poco). Ismael, un des conjurés, révèle le projet à Hassem qui accuse Alahor mais, apprenant ses raisons, lui pardonne (duo : A te d'innante mira). Mais au moment où Alahor bénit l'union de sa sœur et du roi, les hommes d'Alamor attaquent. Alahor défend Hassem et Alamor est arrêté. Zobeida peut alors se réjouir de voir son frère et son bien-aimé réunis dans son rondo final Confusa è l'alma mia.

## Analyse
L'ouverture est qualifiée par Piotr Kaminski de « particulièrement brillante ». Selon le même auteur la construction dramatique de l'ouvrage « laisse à désirer : la première situation "conflictuelle" (le duo Hassem/Alamor) n'intervient qu'aux trois-quarts du premier acte, le chemin menant à cet affrontement étant pavé de solos pour les quatre protagonistes et de scènes décoratives. Le défaut fut provoqué par le ténor qui exigea fermement une place pour lui dans ce défilé initial d'airs spectaculaires – il l'obtint… de la plume du compositeur local Andrea Monteleone. L'écriture vocale obéit toujours au style rossinien, brillant et orné, sans la touche mélancolique qui fera bientôt la marque de Donizetti. Les ressources théâtrales du jeune maître se manifestent cependant dès la première scène, dans le vaste accompagnato d'Alahor, ainsi que dans l'ampleur des ensembles. »
« Si les quatre profils vocaux traditionnels de l’opera seria sont réunis, observe Philippe Thanh, la mezzo-soprano se taille ici la part du lion. Le rôle de Hassem s'inscrit dans la lignée des grands travestis du bel canto romantique, d'Arsace (Semiramide de Rossini) à Orsini (Lucrezia Borgia, que Donizetti composera sept ans plus tard). »
Comme pour beaucoup de ses partitions, Donizetti recyclera certains passages dans des ouvrages ultérieurs. Alahor in Granata est notamment la source de la marche militaire qui accompagne l'entrée du Sergent Belcore à l'acte I de L'elisir d'amore. Une partie du rondo final de Zobeida fut reprise dans la version de 1828 d’Emilia di Liverpool.

## Discographie
| Année | Distribution (Zobeida, Alahor, Alamor, Hassem)              | Chef d'orchestre, orchestre et chœur                                          | Label                                                         |
| ----- | ----------------------------------------------------------- | ----------------------------------------------------------------------------- | ------------------------------------------------------------- |
| 1999  | Patrizia Pace Simone Alaimo Juan Diego Florez Vivica Genaux | Josep Pons Orchestre de la Ville de Grenade Chœur du Théâtre de la Maestranza | CD Audio : Almaviva Réf. : DS 0125 (2 CD) enregistrement live |